# 모헨즈
모헨즈(Mohenz Co., Ltd.)는 대한민국의 기업이다. 본사는  서울특별시 강남구 논현로 28길 40 덕영빌딩(도곡동 423-5)에 위치해 있으며 대표이사는 김형민이다.

 새만금 인근에 위치한 레미콘 제조판매사 덕원산업을 자회사로 두고 있다

한일흥업(주)에서 현재의 사명으로 변경하였다. 

## 상장
1989년 1월 5일 코스닥 시장에 상장하였다.

## 같이 보기
- 새만금

## 참고 문헌
1. ↑  모헨즈, 새만금국제공항 건설 사업 본격화 소식에 강세, 이투데이, 2023-02-01
2. ↑  모헨즈, 춘천 국제애니타운 페스티발 주관권 획득, 2000.12.20
3. ↑  모헨즈, 주가 상승세···새만금국제공항 공사 발주 임박 소식, 전국매일신문, 2023.02.01